# 3 січня
3 січня — 3-й день року в григоріанському календарі. До кінця року залишається 362 дні (363 дні — у високосні роки).

## Свята і пам'ятні дні

### Міжнародні
- День народження соломинки для коктейлів.

### Національні
- Японія: Свято Тамасесері (Фукуока).

### Неофіційні
- День народження Джона Рональда Руела Толкіна — відзначається толкіністами.

### Релігійні

#### Західне християнство
- Десятий день із Дванадцяти Днів Різдва;
- Свято Пресвятого Імені Ісуса[en];
- Пам'ять папи Римського Антера;
- Пам'ять святих Даниїла Падуанського[en], Женев'єви Паризької;
- Пам'ять Вільяма Пассаванта[en] (Єпископальна церква).

#### Східне християнство
- Пам'ять пророка Малахії;
- Пам'ять мученика Гордія Каппадокійського[en][1];
- Пам'ять Куріакосе Еліас Чавара[en] (Сиро-малабарська церква).

## Іменини
✝  Католицькі: Антер, Даниїл, Женев'єва.
✙ Православні: Гордій, Малафій/Малахій.

## Події
Див. також: Категорія:Події 3 січня
- 1431 — бургундський герцог продав за 10 000 франків Жанну Д'Арк, захоплену в полон внаслідок зради, єпископові Кошону, який діяв від імені англійського короля.
- 1521 — Папа Римський Лев Х відлучив від римо-католицької церкви релігійного реформатора Мартіна Лютера за публікацію 95 тез про фінансові зловживання в церкві.
- 1625 — підписано перший кримськотатарсько-український договір про мир та взаємодопомогу[2].
- 1638 — в Амстердамі відкрився перший постійний театр Нідерландів — Схаубюрг, збудований Якобом ван Кампеном.
- 1833 — британські війська висадились на Фолклендських островах і змінили аргентинський прапор на свій.
- 1868 — в Японії прийнято «Указ про реставрацію Імператорського правління». Ліквідовано сьоґунат Едо. Початок реставрації Мейдзі.
- 1888 — у Вашингтоні власник фабрики з виробництва паперових цигаркових мундштуків Марвін Стоун отримав патент на соломинку для коктейлів (тоді соломинки виготовляли з паперу).
- 1918 — Одеса проголосила себе «тимчасово вільним містом».
- 1919 — Українська Національна Рада схвалила постанову про з'єднання Західно-Української Народної Республіки з Українською Народною Республікою в Києві.
- 1924 — через два роки після виявлення поховання єгипетського фараона Тутанхамона британська експедиція знайшла головний скарб гробниці — кам'яний саркофаг фараона. Коли в лютому саркофаг відкрили, всередині виявилася золота труна з мумією Тутанхамона.
- 1925 — Беніто Муссоліні оголосив себе диктатором Італії.
- 1957 — після 11 років розробок компанія Hamilton Watch представила перший у світі електронний годинник.
- 1958 — острівні володіння Британії у Карибському морі об'єднані у Вест-Індську Федерацію.
- 1959 — через 218 років після відкриття європейцями і через 92 роки після придбання у Росії за ціною 2 центи за акр Аляска стала 49-м штатом США.
- 1961 — США відкликали дипломатичне визнання уряду Куби і закрили посольство в Гавані.
- 1990 — диктатор Панами Мануель Нор'єга здався американським військовим і вивезений до США.
- 1992 — Єгипет, Сінгапур, Непал, Малайзія визнали незалежність України.
- 1992 — Україна встановила дипломатичні стосунки з США.
- 1992 — згідно з Указом Президента України № 29/92 створено «Державний експортно-імпортний банк України».
- 1992 — командувач Чорноморським флотом І. Касатонов підписав наказ про вихід Чорноморського флоту з підпорядкування Генштабу у Москві і підпорядкування ЧФ Міністерству оборони України. Наказ був скасований І. Касатоновим 10 січня 1992 року.

## Народилися
Див. також: Категорія:Народились 3 січня
- 106 до н. е. — Марк Тулій Цицерон, римський державний діяч, оратор, письменник («Про обов'язки», «Про славу», «Про філософію»)
- 1591 — Валантен де Булонь, французький художник доби бароко.
- 1777 — Луї Пуансо, французький математик і механік.
- 1829 — Конрад Дуден, німецький філолог, укладач знаменитого орфографічного словника німецької мови.
- 1853 — Ернест Бандровський, польський вчений-хімік, громадський діяч
- 1856 — Іван Селезньов, український живописець
- 1872 — Франсуа Тюро-Данжен, археолог, засновник шумерології
- 1878 — Петро Ткаченко-Галашко, кобзар
- 1883 — Клемент Аттлі, англійський прем'єр-міністр, лейборист
- 1885 — Соломон Гольдельман, визначний діяч української єврейської громади, вчений-економіст
- 1886 — Григорій Неуймін, радянський астроном, першовідкривач низки комет та астероїдів
- 1887 — Маке Август, німецький художник-експресіоніст
- 1888 — Микола Вікул, український хімік
- 1892 — Джон Роналд Руел Толкін, видатний англійський письменник, один із фундаторів жанрового різновиду фантастики — фентезі
- 1895 — Борис Лятошинський, український композитор, диригент, педагог
- 1898 — Митрополит Андрей (Метюк), первоієрарх Української греко-православної церкви Канади
- 1904 — Олександр Арутюнов, український радянський нейрохірург, засновник української школи нейрохірургів
- 1906 — Олексій (Андрій) Стаханов, шахтар — зачинатель масового руху новаторів виробництва в Радянському Союзі (уродженець Орловської області)
- 1908 — Олексій-Євген Пеленський, бібліограф, літературознавець, упорядник книжок, автор передмов і приміток до книг
- 1909 — Петро Сабадиш, український пейзажист, заслужений художник УРСР († 1994)
- 1913 — Омелян Польовий, український військовик, політв'язень. Командир ВО-3 «Лисоня», полковник УПА.
- 1913 — Натан Рибак, український письменник
- 1915 — Юнус Теміркая, кримськотатарський педагог і поет[2].
- 1917 — Єва Будницька, українська поетеса
- 1917 — Юрій Митропольський, український математик і механік, академік НАН України
- 1922 — Василь Верига, громадський діяч, історик, журналіст, редактор
- 1929 — Серджо Леоне, італійський кінорежисер, ім'я якого пов'язане із напрямком в історії кіно, що отримав назву спагеті-вестерну. Відомий за фільмами «Хороший, поганий, злий», «Одного разу на Дикому Заході», «Одного разу в Америці».
- 1939 — Боббі Галл, визначний канадський хокеїст на прізвисько «Золота ракета»
- 1942 — Анатолій Погрібний, український громадський діяч, літературознавець, публіцист, голова Всеукраїнського педагогічного товариства ім. Григорія Ващенка
- 1942 — Ласло Шойом, президент Угорщини
- 1942 — Олександр Андрейків, український вчений-механік
- 1942 — Іван Низовий, український письменник, поет, прозаїк, публіцист, журналіст, редактор, громадський діяч (†2011)
- 1943 — Петро Хмарук, український політик та громадський діяч
- 1943 — Ярослав Лесів, член Української Гельсінкської групи, активний учасник національно-патріотичного і релігійного руху
- 1943 — Борис Мокін, ректор Вінницького національного технічного університету, академік Академії педагогічних наук України
- 1946 — Джон Пол Джонс, британський музикант-мультиінструменталіст, басист та клавішник рок-гурту Led Zeppelin
- 1946 — Остап Федоришин, український режисер, заслужений діяч мистецтв України, депутат Львівської обласної ради V скликання, директор Львівського естрадного театру «Не журись»
- 1946 — Валентин Щербачов, президент Асоціації спортивних журналістів України, голова клубу незвичайних рекордсменів
- 1952 — Олександр Шпак, український політик
- 1956 — Мел Гібсон, австрало-американський кіноактор, режисер, сценарист і продюсер. Його найкращий фільм «Хоробре серце» був номінований на «Оскар» у десяти номінаціях і виграв у п'яти
- 1960 — Мирон Сич, політик у Польщі, посол до польського Сейму, активіст Об'єднання Українців у Польщі
- 1964 — Юрій Кафарський, живописець, скульптор
- 1969 — Міхаель Шумахер, семиразовий чемпіон світу з автогонок у класі Формула-1. Володар більшості особистих рекордів у «Формулі-1»
- 1974 — Алессандро Петаккі, італійський шосейний велогонщик, один із найсильніших спринтерів сучасності.
- 1986 — Аса Акіра, американська порноакторка.
- 2000 — Леандру Баррейру, люксембурзький футболіст.
- 2003 — Ґрета Тунберг, шведська екологічна активістка.

## Померли
Див. також: Категорія:Померли 3 січня
- 236 — Антер, дев'ятнадцятий папа Римський.
- 1501 — Алішер Навої, узбецький поет і мислитель, державний діяч. Видатний гуманіст середньовіччя Сходу.
- 1795 — Джозайя Веджвуд, англійський художник-кераміст, найвідоміший майстер декоративно-прикладного мистецтва свого часу, один із зачинателів промислового дизайну. Заснував Фірму «Джозайя Веджвуд і сини». Його дочка Сюзанна була матір'ю Чарлза Дарвіна.
- 1875 — П'єр Ларусс, філолог, письменник, педагог, мовознавець, лексикограф та видавець; започаткував видання 17-ти томного Великого універсального словника 19 сторіччя.
- 1900 — Дмитро Григорович, письменник, перекладач і мистецтвознавець.
- 1918 — Петро Ткаченко-Галашко, кобзар.
- 1920 — Володимир Беклемішев, український і російський скульптор та педагог. Автор першого у світі скульптурного зображення Тараса Шевченка. Бюст поета роботи В. Беклемішева був встановлений в Харкові в садибі Олексія і Христини Алчевських.
- 1921 — Леонард Гіршман, український вчений-офтальмолог, лікар, педагог. Почесний громадянин міста Харкова.
- 1923 — Ярослав Гашек, чеський письменник-сатирик.
- 1930 — Владислав Городецький, київський архітектор-модерніст. (*1863)
- 1939 — Петро Горовий, український політичний діяч, член Маньчжурської Української Окружної Ради, делегат 4-го Українського далекосхідного з'їзду, голова комісії з організації Українського далекосхідного видавничого товариства ім. Т. Шевченка.
- 1945 — Федір Якименко, український композитор, піаніст і педагог.
- 1966 — Марґеріт Гіґґінс, американська новинарка й військова кореспондентка.
- 1974 — Соломон Ґольдельман, визначний діяч української єврейської громади, вчений-економіст.
- 2000 — Віктор Колотов, радянський та український футболіст, згодом футбольний тренер.
- 2014 — Григорій Кохан, український кінорежисер, сценарист.
- 2023 — Елена Уельва, іспанська активістка боротьби з раком, інфлуенсерка та письменниця